# Ахоит
Ахоит (англ. ajoite ) — редкий минерал класса силикатов (K,Na)Cu7AlSi9O24(OH)6·3H2O . Является вторичным минералом меди. Цвет варируется от сине-зелёного до нежно-голубого. Часто встречается в кристаллах кварца в виде включений. Образует плотные массы и включения. Назван по месту первой находки на месторождении Ахо в штате Аризона, (США), в 1958 году.
Есть созвучный минерал ахроит.

## Месторождения
Наиболее значительное месторождение (Ахо) было обнаружено в штате Аризона в США. В Германии встречаются на территории земли Северный Рейн — Вестфалия, в Южной Африке — в Северном Трансваале, а также на территории пустыни Сонора в Мексике

## Применение
Представляет исключительно научный и коллекционный интерес.